# Флоријан Бобић
Флоријан Бобић (Горњи Кућан, код Вараждина 1. мај 1913 — Јалковец, код Вараждина 29. април 1942), учесник Народноослободилачке борбе и народни херој Југославије.

## Биографија
Радио је у као радник у Текстилној фабрици „Тивар“ у Вараждину. Био је активан у УРССЈ (Уједињени раднички синдикални савез Југославије). Због учешћа у више синдикалин акција и извршавања партијских директива, примљен је у КПЈ 1935. године. У првој половини 1937. постао је члан ОК КПХ за Вараждин и Чаковец, а од лета 1941, па до смерти секретар тог комитета.
Један је од организатора устанка у вараждинском крају. Био је борац Калничког партизанског одреда. Погинуо је у борби са усташама.
Указом Президијума Народне скупштине Федеративне Народне Републике Југославије, 20. децембра 1951. године, проглашен је за народног хероја.
Сахрањен је у спомен-костурници палих бораца на главном вараждинском гробљу.